# Galantamine
Galantamine is een alkaloïde dat onder meer voorkomt in het gewoon sneeuwklokje (Galanthus nivalis). Het wordt gebruikt als een geneesmiddel voor de behandeling van de lichte tot matig ernstige stadia van de ziekte van Alzheimer; fasen die doorgaans drie tot zes jaar na de diagnose aanbreken. In deze periode speelt dit geneesmiddel een waardevolle rol in de behandeling. Galantamine wordt op de markt gebracht door Janssen-Cilag B.V., onder de merknaam Reminyl.
Galantamine zorgt voor een stabilisering van de cognitieve functies. Dat betekent dat patiënten die goed reageren op galantamine, minder snel achteruitgaan in cognitie - zoals het geheugen - dan zonder medicatie het geval zou zijn.

## Dosering
Galantamine is beschikbaar als capsule die eenmaal daags dient te worden ingenomen. De dosering wordt geleidelijk opgevoerd van 8 mg per dag naar maximaal 24 mg per dag.

## Bijwerkingen
De meest voorkomende bijwerkingen zijn misselijkheid en braken.

## Waarschuwing na registratie
Op 13 oktober 2015 waarschuwde het College ter Beoordeling van Geneesmiddelen(CBG) dat bij gebruik van Reminyl ernstige huidreacties kunnen optreden; het syndroom van Stevens-Johnson en acuut gegeneraliseerd pustuleus exantheem. Het CBG adviseert om het gebruik van dit geneesmiddel te stoppen zodra deze huidreacties optreden.